# Helen Wells
Helen Wells, född 23 oktober 1910 i Danville, Illinois, USA som Hellen Weinstock, död 1986, var en amerikansk författare, mest känd för sina böcker om Cherry Ames och Vicki Barr. I bägge serierna har hon skrivit vissa böcker och Julie Tatham andra.  Hon har även givit ut böckerna om Polly French under pseudonym. Hon dog i New York 10 februari 1986.
Helen Wells hade en examen från New York University i filosofi, sociologi och psykologi och arbetade som socialarbetare innan hon blev författare på heltid. Hon har, förutom barn- och ungdomsböcker, skrivit för radio.

### Böckerna om Cherry Ames
- Student Nurse (1943) Cherry Ames – sköterskeelev
- Senior nurse” (1944) Cherry Ames – sjuksköterska
- Army Nurse” (1944) Cherry Ames i fält
- Chief Nurse” (1944)	Cherry Ames – översköterska
- Flight Nurse”	(1944)Cherry Ames vid flyget
- Veterans’ Nurse (1946) Cherry Ames kommer hem
- Private duty nurse (1946) Cherry Ames – privatsköterska
- Visiting Nurse (1947) Cherry Ames I New York
- Cruise Nurse (1948) Cherry Ames – sköterska ombord
- Boarding school nurse Cherry Ames - skolsköterska
- Department store nurse Cherry Ames – sköterska på varuhus
- Camp nurse (1957) Cherry Ames – sköterska på sommarläger
- At Hilton hospital (1959) Cherry Ames på Hilton-sjukhuset
- Island Nurse (1960) Cherry Ames i Kanada
- Rural nurse (1961) Cherry Ames, distriktssköterska
- Companion Nurse (1964) Cherry Ames i England
- Jungle Nurse (1965)
- The Mystery in the Doctor's Office (1966)
- Ski Nurse Mystery (1968)

### Böckerna om Vicki Barr
- Silver Wings for Vicki (1947) Vicki Barr flygvärdinna (1962)
- Vicki Finds the Answer (1947) Vicki i fara (1963)
- The Hidden Valley Mystery (1948)
- The Secret of Magnolia Manor (1948) Vicki och lönndörrens gåta (1966)
- Peril over the Airport (1953) Vicki vid spakarna (1964)
- The Mystery of the Vanishing Lady (1954)Vicki flyger farligt (1965)
- The Search for the Missing Twin (1954) Vicki och den försvunna tvillingen (1964)
- The Ghost at the Waterfall (1956) Vicki och spöket vid forsen (1967)
- The Clue of the Gold Coin (1958) Vicki och guldstölden (1968)
- The Silver Ring Mystery (1960) Vicki löser silverringens gåta (1969)
- The Clue of the Carved Ruby (1961) Vicki och röda rubinens hemlighet (1970)
- The Mystery of Flight 908 (1962)Vicki möter en flygkapare (1971)

### Böckerna om Polly French (under pseudonym Francine Lewis)
- Polly French of Whitford High
- Polly French Takes Charge
- Polly French and the Surprising Stranger

### Andra böcker av Helen Wells
- The Girl in the White Coat (1953)
- A Flair for People (1955)
- Introducing Patti Lewis, Home Economist (1956)
- Doctor Betty (1969).
- Escape by Night: A Story of the Underground Railway (1953)
- Winston Adventure Book
- A City for Jean (1956)
- Adam Gimbel, Pioneer Trader (1955)
- Barnum, Showman of America (1957)